# Ramonda borealis
Ramonda borealis är en tvåvingeart. Ramonda borealis ingår i släktet Ramonda, och familjen parasitflugor. Arten är reproducerande i Sverige.